# Thibaw Min
Thibaw Min cũng Thebaw hoặc Thibaw (tiếng Miến Điện: သီပေါ မင်း, phát âm [θìbɔ́ mɪ́ɰ̃]; ngày 01 tháng 1 năm 1859 - ngày 19 tháng 12 năm 1916) là vị vua cuối cùng của triều Konbaung của Miến Điện (Myanmar) và cũng là cuối cùng trong lịch sử Miến Điện. Triều đại của ông đã kết thúc khi Miến Điện đã bị các lực lượng của Đế quốc Anh đánh bại trong ba cuộc chiến tranh Anh - Miến Điện, vào ngày 29 tháng 11 năm 1885, trước khi sáp nhập chính thức vào ngày 1 tháng 1 năm 1886. Ông là vị vua cuối cùng của triều Konbaung. Ông trị vì từ năm 1878-1885.